# 趙本山
趙本山（チャオ・ベンシャン、漢字日本語読み：ちょう ほんざん、ピンイン：Zhào Běnshān、1957年10月2日－）。中華人民共和国遼寧省鉄嶺市開原市出身の、俳優・コメディアンである。
中国・東北部の地方芸能である「二人転」と「小品」の俳優として有名。今日、二人転や小品が有名になったのは趙本山の功績が多いとされる。東北部農村の農民の話を、方言入りでユーモラスに演じる。
幼くして孤児となり、さまざまな舞台劇を学び演じるなかで、相声の名手・姜昆に見いだされて、1990年の春節聯歓晩会に初めて出演して、有名になった。小瀋陽などの弟子も多い。
2003年4月23日、趙が座長を務める遼寧民間芸術団は遼寧省文化庁より民間芸術上演団体の批准を受ける。05年、趙は本山伝媒集団を設立、自ら董事長となる。同集団は映画・ドラマ制作や劉老根大舞台劇場の運営等を行っている。09年、趙は長江商学院中国CEOプログラムを受講、事業家としても注目を集めた。しかし、2012年の春節聯歓晩会は体調の事を考慮して出演していない。

## 主な作品

### テレビドラマ
太字は主役
- 「劉老根」シリーズ(2001年-) - 劉老根 役
- 「馬大帥」シリーズ(2003年-) - 馬大帥 役
- 「郷村愛情」シリーズ(2005年-) - 王大拿 役(ゲスト出演)
- 「関東大先生」(2009年) - 警察署長 役

### 映画
- キープ・クール 有話好好説 (1997)  - 民工 丙 役
- 始皇帝暗殺 荊軻刺秦王 (1998)  - 高漸離 役
- 至福のとき 幸福時光 (2002) - 趙 役
- 帰郷 (2007) - 老趙 役
- 女と銃と荒野の麺屋 三槍拍案驚奇 (2009) - 隊長 役
- グランド・マスター 一代宗師 (2013)

### その他
- 「オリンピック聖火リレー選手」 (2008年)
- 「不差銭」（2009年）
- 「捐助」（2010年）
- 「同卓的你」(2011年)